# Willo Flood
William Flood (Dublín, Irlanda, 10 de abril de 1985) es un futbolista irlandés. Juega de defensa y su actual equipo es el Dundee United de la Scottish Championship. 

## Selección nacional
Ha sido internacional con la Selección de fútbol de Irlanda Sub-21.

### Participaciones en Copas del Mundo
| Mundial                               | Sede                   | Resultado   |
| ------------------------------------- | ---------------------- | ----------- |
| Copa Mundial de Fútbol Sub-20 de 2003 | Emiratos Árabes Unidos | 8° de final |

## Clubes
| Club             | País       | Año           |
| ---------------- | ---------- | ------------- |
| Rochdale AFC     | Inglaterra | 2004          |
| Manchester City  | Inglaterra | 2004-2005     |
| Coventry City    | Inglaterra | 2005          |
| Manchester City  | Inglaterra | 2005-2006     |
| Cardiff City     | Gales      | 2006-2007     |
| Dundee United    | Escocia    | 2007-2009     |
| Celtic Glasgow   | Escocia    | 2009-2010     |
| Middlesbrough FC | Inglaterra | 2010-2011     |
| Dundee United    | Escocia    | 2011-2013     |
| Aberdeen FC      | Escocia    | 2013-2016     |
| Dundee United    | Escocia    | 2016-presente |